# Rum Cay
Rum Cay est une île district de l'archipel des Bahamas.

## Histoire
Les indiens Lucayens, primo-habitants de l'île, avaient baptisé l'île, Mamana.
Lorsque Christophe Colomb la découvrit, il la baptisa Santa Maria de la Concepción. L'île acquit son nom actuel plus tard, lorsqu'un navire chargé de rhum y fit naufrage.
L'île fut dépeuplée de ses indigènes par les Espagnols qui les réduisirent en esclavage et les déportèrent.
L'île fut repeuplée par des loyalistes britanniques qui fuyaient la révolution américaine et leurs esclaves vers la fin du XVIIIe siècle. Lors de son heure de gloire, au milieu du XIXe siècle, l'île a compté jusqu'à 5 000 habitants. L'île vivait alors de l'industrie du sel et des plantations d'ananas.
En 1861, le navire HMS Conqueror, premier bâtiment britannique à hélice, coula au large de Rum Cay. C'est aujourd'hui un « musée sous-marin » que les plongeurs peuvent venir visiter.
Le peintre Winslow Homer installé à la fin de sa vie dans un petit village côtier du Maine, trouve avec l'âge les hivers de plus en plus durs, et décide, à la fin des années 1880, de les passer aux Bahamas. Neuf aquarelles de ces voyages en mer sont reproduites par The Century Magazine (1885-1886). Au cours de l'hiver 1898-99, il peint un homme poursuivant une tortue. Cette façon de chasser la tortue, animal apprécié pour sa carapace et sa viande, consistait à surprendre la femelle sur la plage pendant qu'elle pondait ses œufs.
Aujourd'hui, l'île est quasiment dépeuplée, et la seule agglomération encore habitée de l'île est Port Nelson.

## Géographie
Rum Cay est située à une trentaine de kilomètres au sud-ouest de l'île de San Salvador et au nord-est de Long Island. C'est une île plutôt plate, dont le plus haut point culmine à 37 m. On note la présence d'un grand lac d'eau salée, Lake George, à l'est de l'île qui crée des mangroves aux alentours.
L'île a une superficie d'environ 78 km2, mesure 15 km en longueur, pour une largeur maximale de 8 km. Elle est entourée de récifs coralliens.
L'île dispose d'un petit aéroport (Code IATA : RCY).

## District
Rum Cay est également le nom d'un district des Bahamas. Il porte le numéro 25 sur la carte des districts.